# Erzgebirgsmuseum

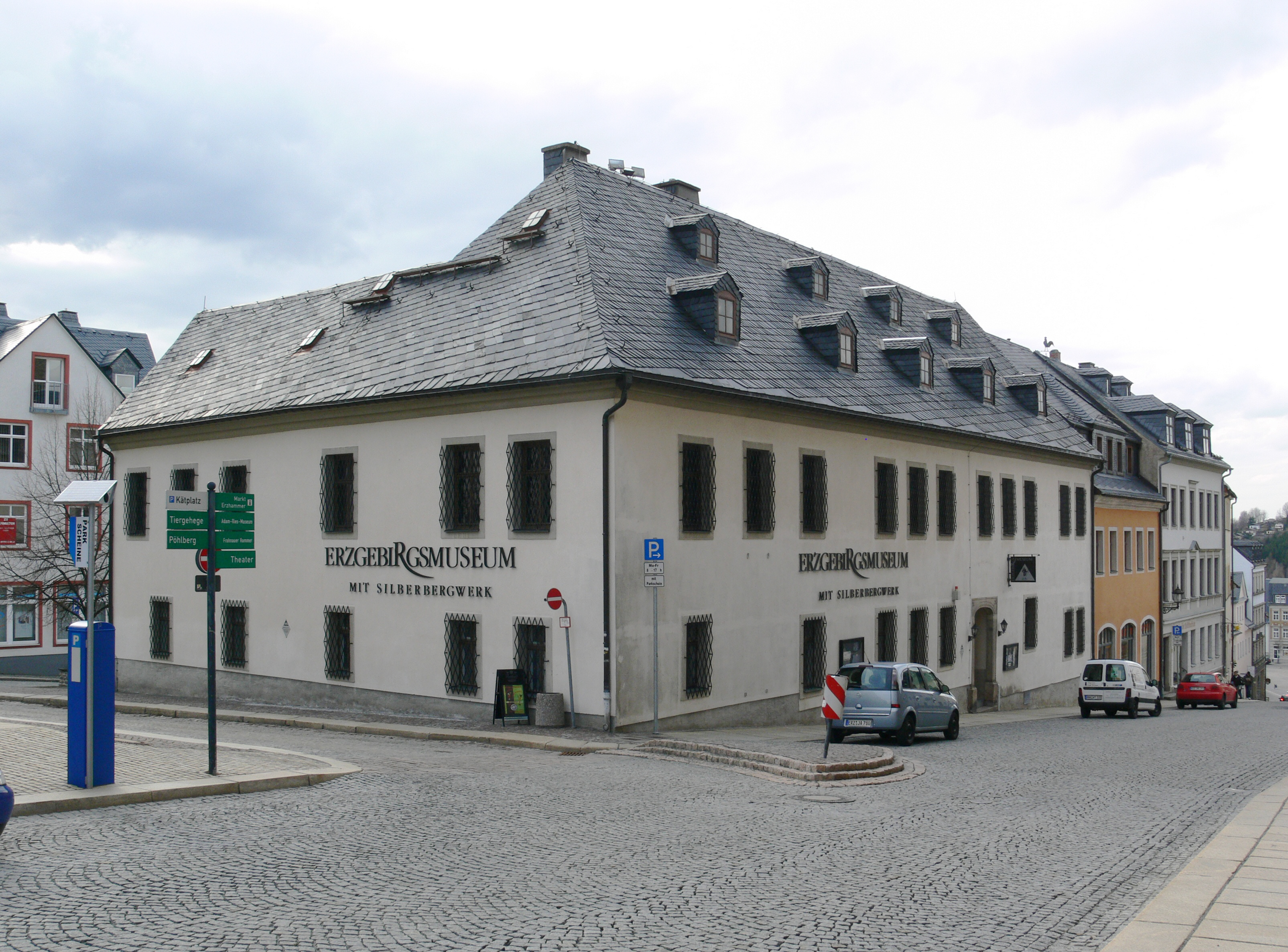
Erzgebirgsmuseum an der Großen Kirchgasse in Annaberg

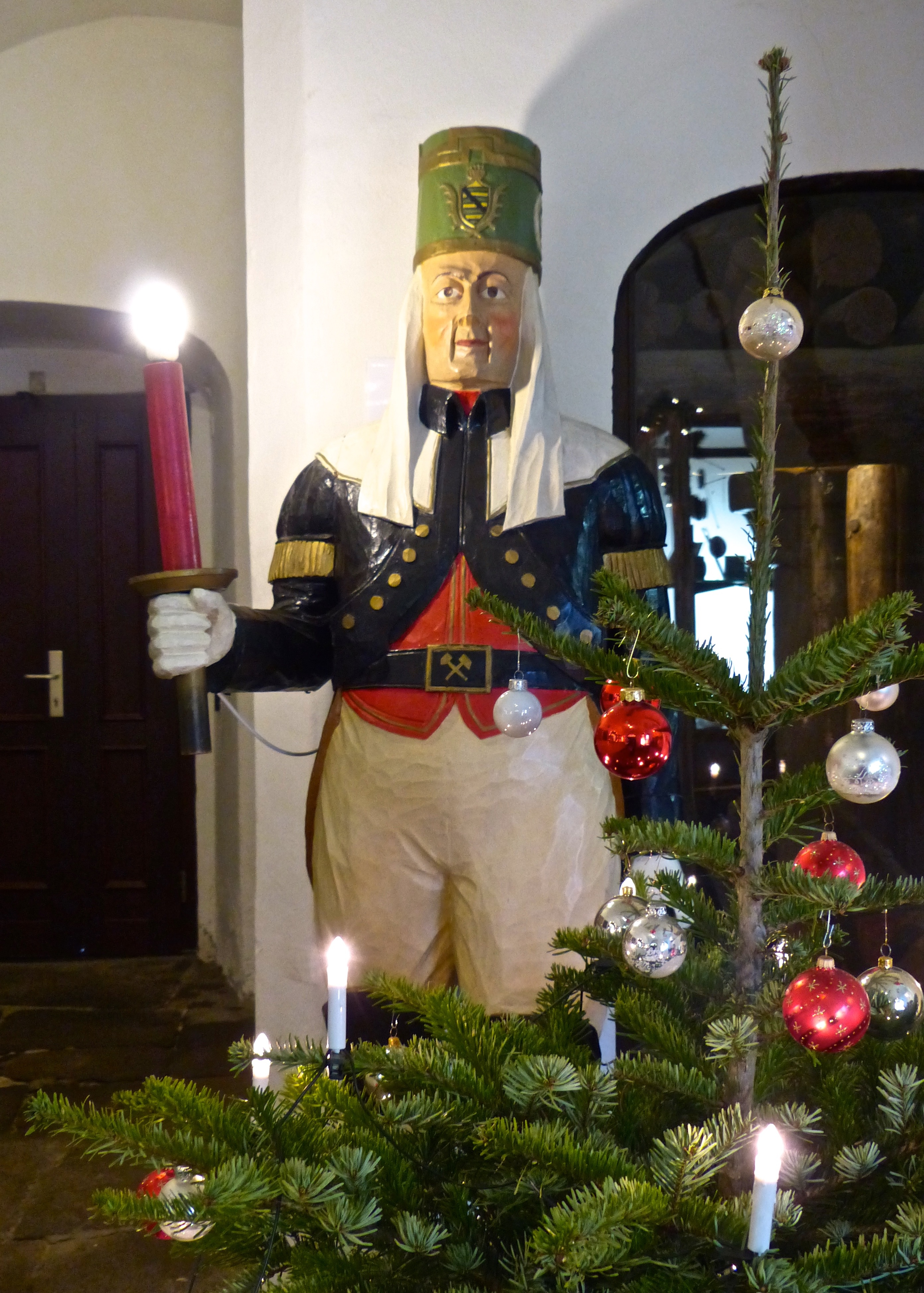
Lichterbergmann zur Weihnachtszeit im Eingangsbereich

Das Erzgebirgsmuseum ist ein Museum in Annaberg-Buchholz. 
Die Präsentation zeigt Exponate der erzgebirgischen Volkskunst (insbesondere Schnitz- und Klöppelarbeiten bzw. Posamenten) und gibt Einblick in die Geschichte der Stadt Annaberg sowie des Silberbergbaus in der Region. Im Besitz des Museums befindet sich außerdem ein Werk aus der Werkstatt Lucas Cranach des Jüngeren von 1572 sowie eine große Sammlung wertvoller Zinngefäße. Dem Museum angeschlossen ist das Besucherbergwerk Im Gößner.

## Geschichte
Die Einrichtung wurde 1887 als Museum erzgebirgischer Alterthümer begründet und war zunächst im Rathaus der Stadt Annaberg untergebracht. Grundstock der Präsentation bildeten private Sammlungen und Schenkungen Annaberger Bürger. Aufgrund einer raschen Erweiterung der Ausstellung wurde 1891 das heutige Domizil gegenüber der St. Annenkirche bezogen. 1905 erfolgte auf Initiative des Erzgebirgsvereins, der die Einrichtung bis 1927 ideell und finanziell trug, die Umbenennung in Erzgebirgsmuseum. Das Profil des Museums wurde wesentlich durch den Heimatforscher und ersten Direktor Emil Finck geprägt.
Bei Bauarbeiten wurde in der Gegend um das Museum im Jahre 1992 ein weit verzweigtes Stollensystem aus den Anfangstagen des Annaberger Silberbergbaus um 1500 entdeckt und im August 1995 der Öffentlichkeit zugänglich gemacht.

## Leiter
- Emil Finck (1887–1922)
- Rudolf Kohlmann (1922–1929)
- Karl Bursian (1929–1955)
- Helmut Breitung (1955–1964)
- Rudi Gellrich (1964–1986)
- Jörg Nicklaus (1986–2004)[1]
- Jörg Bräuer (2005–2010)[2]
- Silke Kral (2010–2011)[3]
- Jörg Bräuer (2011, interim)
- Desirée Baur (2012–2013)[4]
- Wolfgang Blaschke (2014–2021)

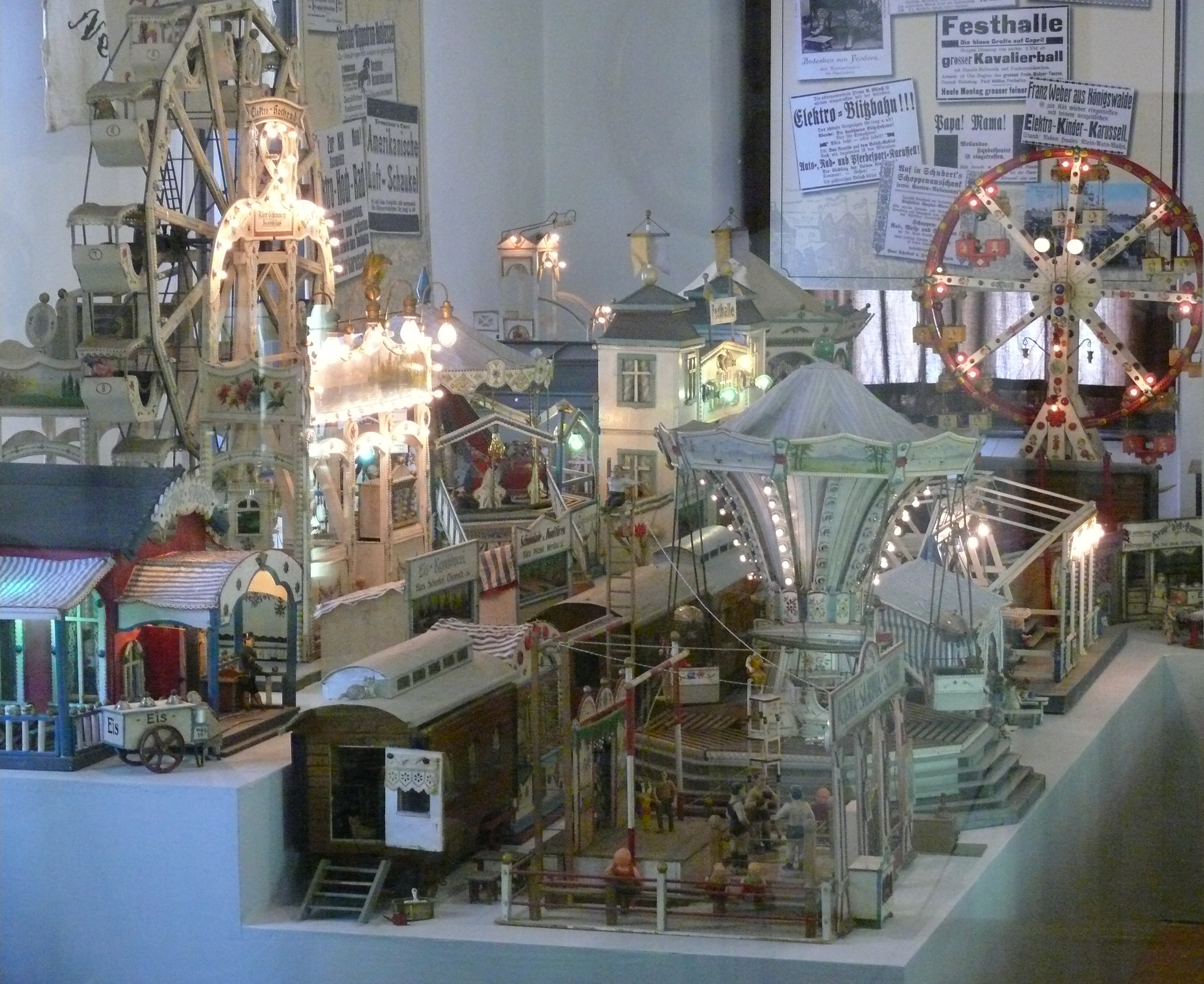
Ausstellung von alten Modellen der Annaberger Kät

- Martin Straßburger (seit 1. Sept. 2021)

## Themen des Museums

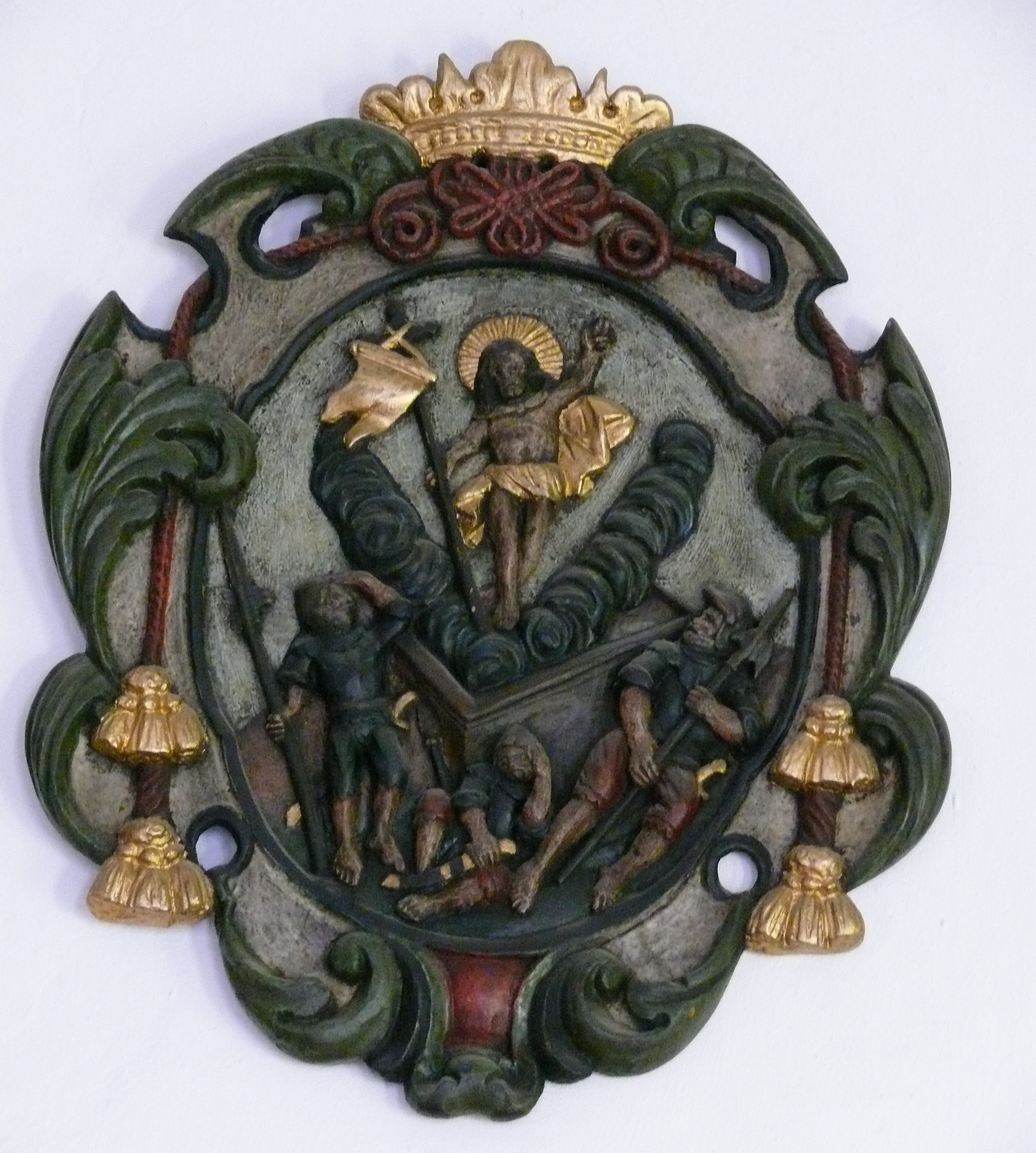
Sargschild eines Posamentierers

Dokumente und Sachzeugnisse aus der Geschichte der Stadt und des oberen Erzgebirges werden gezeigt. Weitere Themen sind Bergbau und sakrale Kunst im Spätmittelalter. Erzeugnisse aus dem Handwerk der Töpfer, Zinngießer und Posamentierer sind zu sehen, auch Klöppelspitzen, Schnitzereien und Waffen. Bürgerliche und bäuerliche Lebenskultur früherer Zeiten werden thematisiert, so in einer Bauernstube. „Barbara Uthmann – eine Annabergerin schreibt Geschichte“ ist die 2014 neu gestaltete Dauerausstellung zu Barbara Uthmann betitelt.
Im Hof des Museums ist der Eingang zu dem früheren Silberbergwerk „Im Gößner“. In einem Teil des früheren Bergwerks ist der Silberbergbau um 1500 unter der Altstadt zu besichtigen.

## Veröffentlichungen
- Annaberger Museumsblätter, hrsgg. v. Jörg Nicklaus, Annaberg-Buchholz 1987 ff.